# Frances Ruffelle
Frances Ruffelle (née Frances Jane Ruffell le 29 août 1965) est une chanteuse et actrice anglaise. Ayant joué dans des comédies musicales, elle a remporté un Tony Awards en 1987 et a représenté le Royaume-Uni au Concours Eurovision de la chanson en 1994 avec la chanson Lonely Symphony (We Will Be Free). Elle a terminé en dixième position, alors que la chanson s'est hissée dans le top 30 au Royaume-Uni.
Elle a sorti les albums Fragile (1994), Frances Ruffelle (1998), Showgirl (2004) et Imperfectly Me (2010).

## Au théâtre
En 1984, Ruffelle joue le rôle de Dinah dans la pièce Starlight Express. À partir de 1985, elle joue le rôle d'Éponine dans Les Misérables, ce qui lui vaut le Tony Award de la meilleure actrice d'une comédie musicale en 1987. Elle interprète d'autres rôles tels Yonah dans Children of Eden (en) (1991), Roxie Hart dans Chicago (2003–2004, 2007), Piaf dans Piaf (en) (2013) et Bella dans The A to Z of Mrs. P (2014).